# Marek Szczepański (urzędnik państwowy)
Marek Wiesław Szczepański (ur. 12 czerwca 1969 w Przysusze) – polski menedżer, ekonomista i urzędnik państwowy, doktor nauk ekonomicznych, w latach 2003–2005 podsekretarz stanu w Ministerstwie Gospodarki, Pracy i Polityki Społecznej i Ministerstwie Gospodarki i Pracy.

## Życiorys
Absolwent Wydziału Prawa i Administracji Uniwersytetu Warszawskiego (1995) i studiów typu MBA w Wyższej Szkole Zarządzania i Przedsiębiorczości w Warszawie. W 2012 obronił pracę doktorską z zakresu zarządzania na Akademii Leona Koźmińskiego.
Od 1996 zaangażowany w realizację projektów międzynarodowych (unijny program Phare i Banku Światowego), dotyczących m.in. tworzenia strategii rozwoju regionalnego i polityki strukturalnej, likwidacji skutków powodzi z 1997 r. oraz łagodzenia społecznych skutków restrukturyzacji górnictwa i hutnictwa. Od 1996 do 1997 pracował w Kancelarii Prezesa Rady Ministrów (do 1996 Urzędzie Rady Ministrów). Następnie od 1997 do 2002 zatrudniony w Polskiej Agencji Rozwoju Przedsiębiorczości (do 2000 Polskiej Fundacji Promocji i Rozwoju Małych i Średnich Przedsiębiorstw), gdzie doszedł do stanowiska wicedyrektora Zespołu Zarządzania Programami. Od 2002 do 2005 zasiadał też w radzie PARP. Od lutego 2002 do marca 2003 pozostawał dyrektorem Departamentu Programów Przedakcesyjnych i Strukturalnych w Ministerstwie Gospodarki, Pracy i Polityki Społecznej (do stycznia 2003 Ministerstwie Pracy i Polityki Społecznej), odpowiedzialnego m.in. za realizację Programu Aktywizacji Obszarów Wiejskich oraz przygotowania do wykorzystania środków Europejskiego Funduszu Społecznego.
1 kwietnia 2003 powołany na stanowisko podsekretarza stanu w Ministerstwie Gospodarki, Pracy i Polityki Społecznej. 2 maja 2004 po reorganizacji przeszedł na analogiczne stanowisko w Ministerstwie Gospodarki i Pracy. Zakończył pełnienie funkcji w listopadzie 2005 roku, został prezesem rady PARP. Pracował następnie jako dyrektor projektu szkoleniowego i prezes zarządu przedsiębiorstwa konsultingowego, a od 2009 do 2015 jako szef departamentu i dyrektor zarządzający w Banku Gospodarstwa Krajowego. W latach 2012–2015 przewodniczył również radzie nadzorczej Poczty Polskiej, a w latach 2015–2016 – Polimex-Mostostal. Od stycznia do listopada 2015 był wiceprezesem Agencji Rozwoju Przemysłu. W tym samym roku rozpoczął prowadzenie własnej firmy konsultingowej.
Żonaty, ma syna.